# Borkovická blata
Přírodní rezervace Borkovická blata jsou chráněné území, které bylo vyhlášené z důvodu ochrany zachovalého fragmentu ekosystému ručně vytěženého rašeliniště přechodového pánevního typu s charakteristickou flórou a faunou. Rezervací prochází naučná stezka Blatská stezka. Nachází se v okrese Tábor, v katastrálním území Borkovice, v severozápadní části Soběslavských Blat, tři kilometry severně od obce Mažice. K vyhlášení chráněného území došlo 18. září 1980, kdy bylo území prohlášeno za přírodní rezervaci. Při znovuzřízení této rezervace v roce 2011 byla nově vymezena rozloha, a to na 104,22 ha.
Území přírodní rezervace Borkovická blata je spolu s přírodní rezervací Kozohlůdky, přírodní památkou Veselská Blata a s jejich ochrannými pásmy součástí evropsky významné lokality Borkovická blata o rozloze 677,1 ha (kód lokality CZ0314021) v rámci soustavy chráněných území Natura 2000.

## Historie

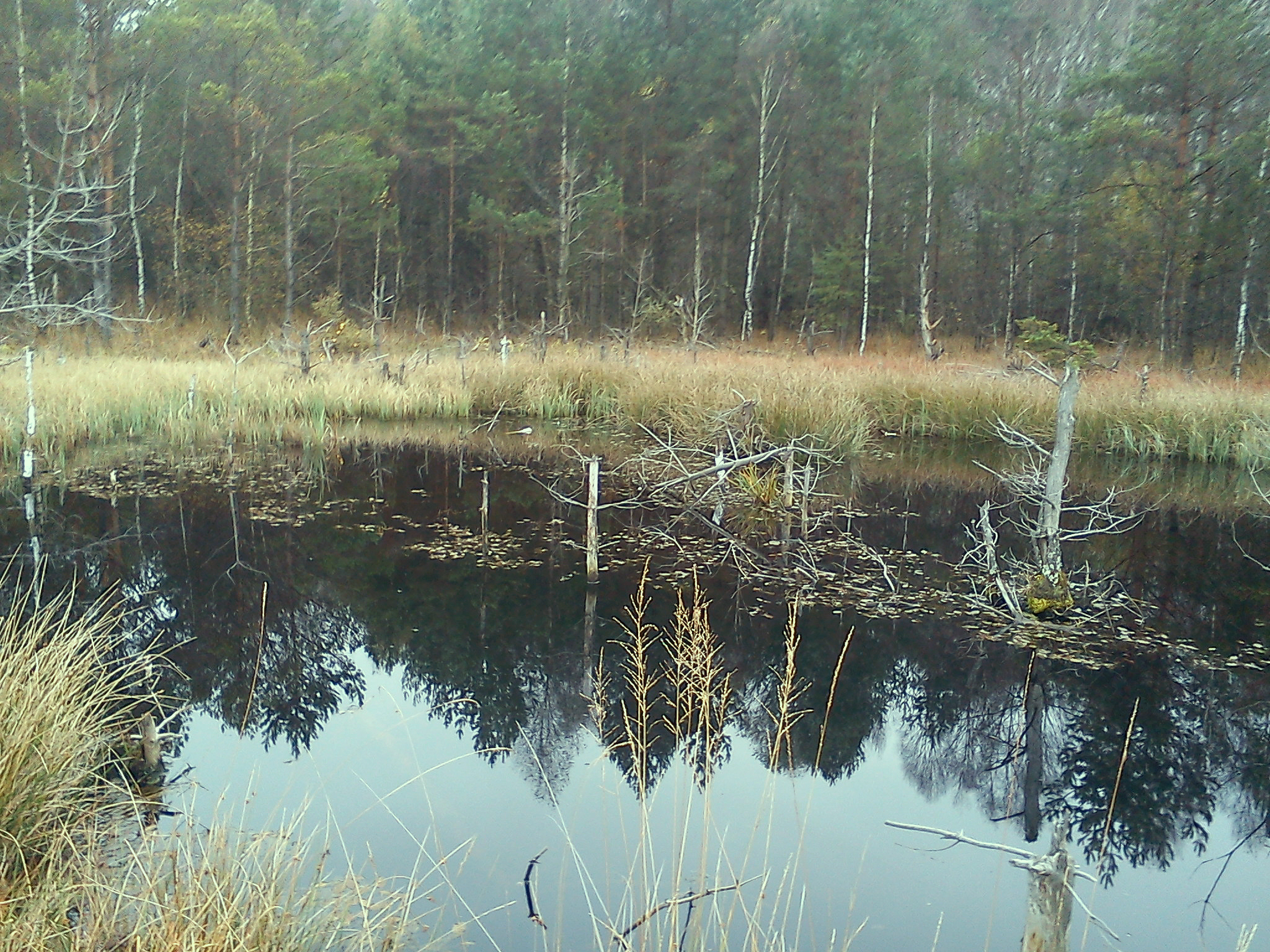
Pohled na rašeliniště

Borkovická rašeliniště jsou původu postglaciálního, přechodového typu. Počátek jejich vzniku se datuje do období koncem doby ledové (zhruba před 10 000 lety), kdy v České republice po ústupu ledu zůstala jezírka sycená buď spodní nebo povrchovou vodou postupně osidlována různými druhy rostlin. Na lokalitě probíhala dlouhodobě těžba rašeliny, nejprve ručně a pak průmyslově. Z rašeliniště se v minulosti vyrýpávaly rašelinné „cihly“ nazývané „borky“, které se sušily a užívaly na otop a následně jako hnojivo. Od roku 1953 se začalo s průmyslovou těžbou rašeliny, která byla ukončena v roce 1980. Po jejím skončení byla oblast ponechána samovolné sukcesi.

## Přírodní poměry

### Geologie, pedologie

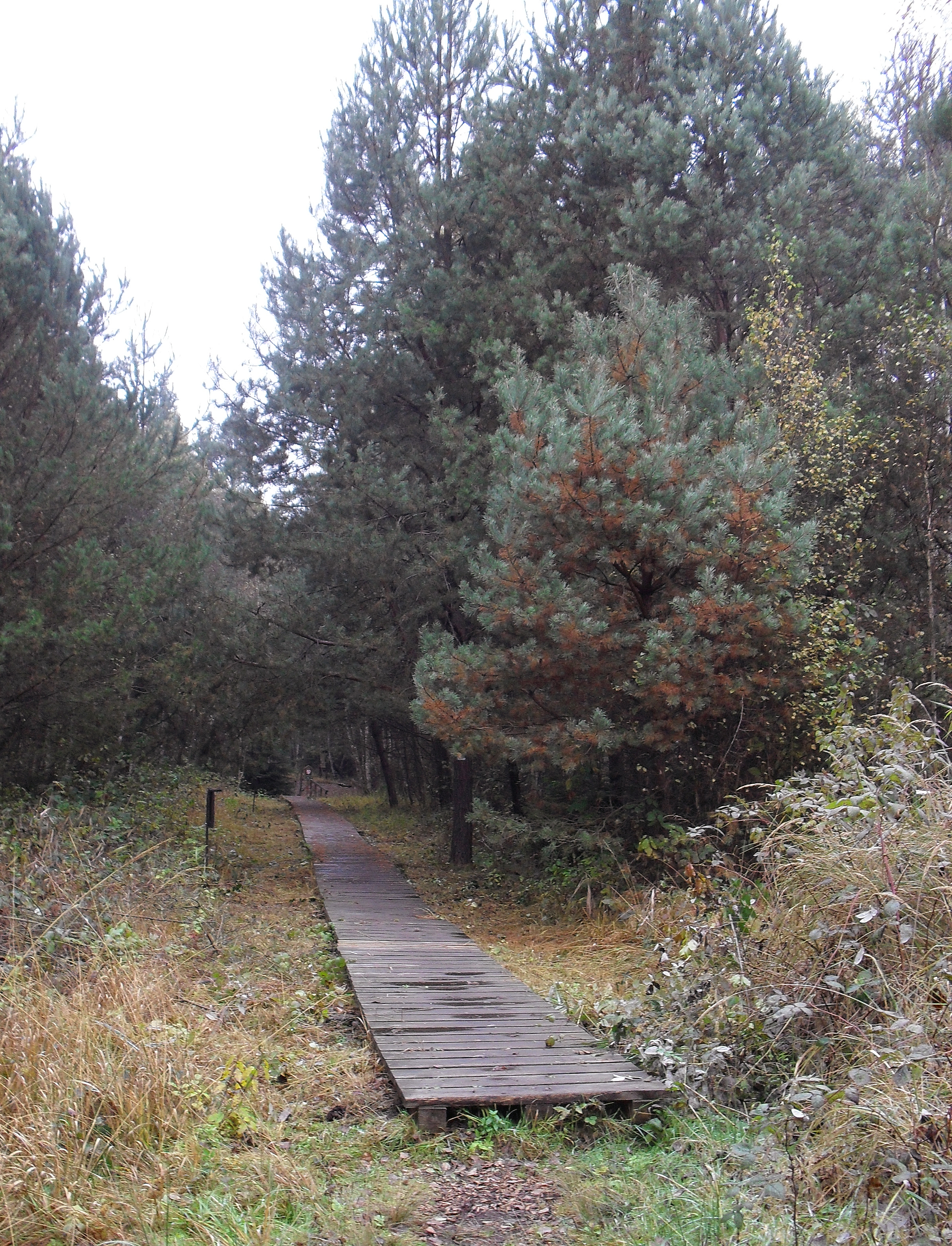
Stezka s chodníčkem

Přírodní rezervace Borkovická blata leží v oblasti Třeboňské pánve, kde je horninovým podložím dvojslídná a sillimanit-biotická pararula. Pánevní výplní jsou zde hlavně světlé kaolinické pískovce až slepence a pestré, bělošedé jílovce svrchního oddílu Klikovského souvrství, jež v této oblasti dosahují mocnosti 50 až 60 m. V blízkém okolí západně a severně od přírodní rezervace se nalézají vrstvy sprašových hlín. Na téměř celé ploše přírodní rezervace se nachází ložisko přechodové a vrchovištní rašeliny, které má mocnost až 8 m. V jižní části však bylo výrazně zmenšeno těžbou. Půdním pokryvem je zde organozem, v jižní odtěžené části se nachází obnažená a pomalu mineralizující spodní vrstva rašeliny a v severovýchodní části je vyvinutý arenický podzol. Během těžby zde bylo zjištěno naleziště organického minerálu fichtelitu.

### Flóra

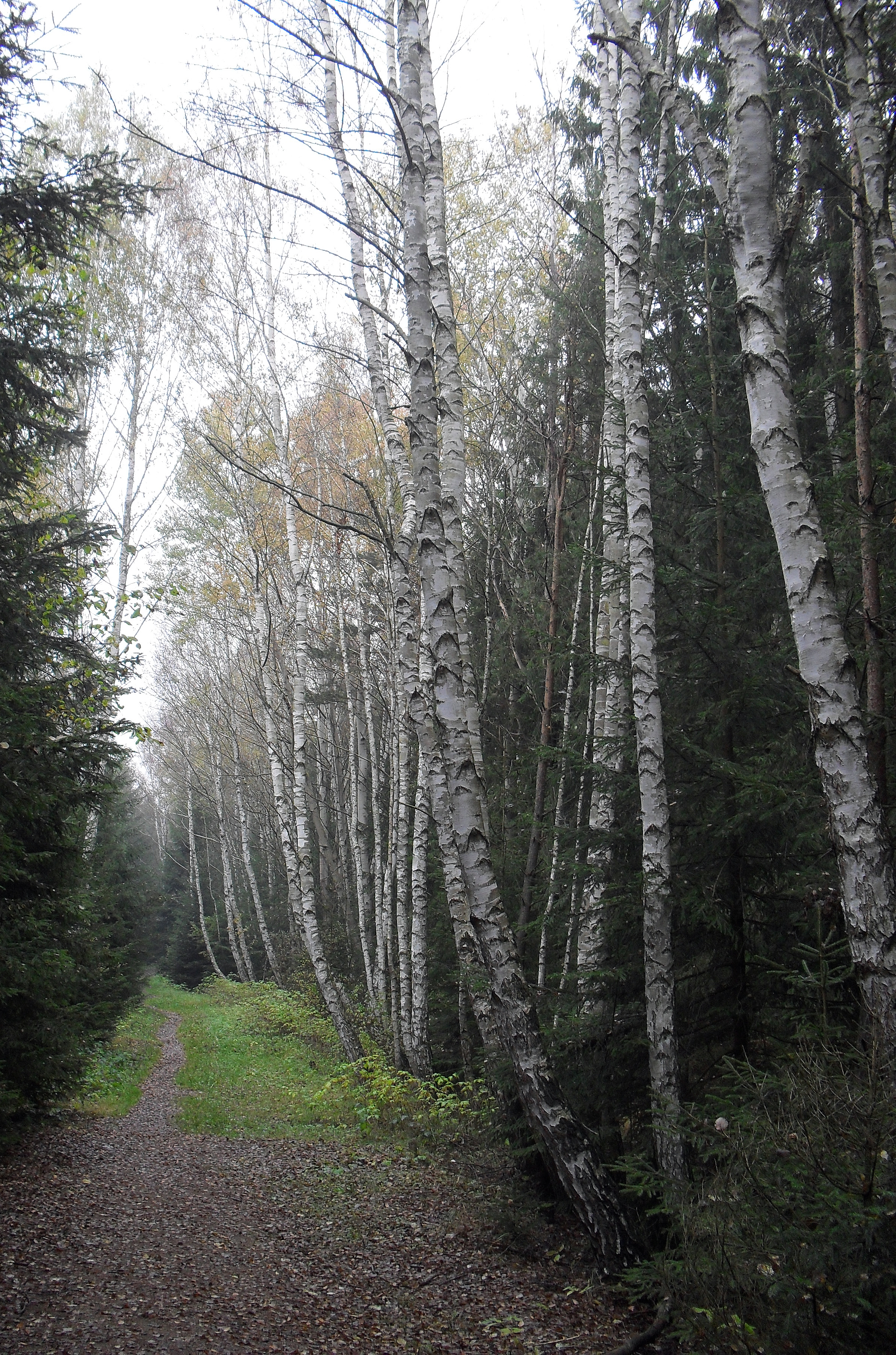
Březové porosty

Nejcennější a v chráněném území dosud hojně zastoupenou složkou vegetace jsou oligotrofní ostřicovorašeliníková a ostřicovosuchopýrová společenstva, která se vyskytují na rozsáhlých plochách rašelinného bezlesí a místy i v lesních světlinách s vysoko položenou hladinou podzemní vody a řadou zaplavených terénních depresí. Maloplošně se zde vyskytují i společenstva rašelinných tůní, jež se vyskytují v zaplavených jámách po borkování, odvodňovacích kanálech s volnou hladinou a jsou roztroušené po celé ploše přírodní rezervace. Dominantními druhy rašelinotvorných porostů jsou ostřice zobánkatá (Carex rostrata), ostřice plstnatoplodá (Carex lasiocarpa, C2), suchopýr úzkolistý (Eriophorum angustifolium), místy také suchopýr pochvatý (Eriophorum vaginatum). Hojně se zde vyskytují klikva bahenní (Oxycoccus palustris, C3), rosnatka okrouhlolistá (Drosera rotundifolia, C3), ostřice šedavá (Carex canescens) a zábělník bahenní (Comarum palustre, C3). Vyskytuje se zde početná populace kriticky ohrožené kapradě hřebenité (Dryopteris cristata, C1), která zahrnuje asi stovku jedinců. V mechovém patře převládají rašeliníky (Sphagnopsida). Řídké keřové patro zde tvoří zejména vrba ušatá (Salix aurita). Důležitou částí zdejší rezervace je blatkový bor v severní části, kde v přirozeném stavu převládá v jeho stromovém patře borovice blatka (Pinus uncinata subsp. uliginosa), s malou příměsí břízy pýřité (Betula pubescens). Spolu s ní jsou zde nálety břízy bělokoré (Betula pendula) a borovice lesní (Pinus sylvestris). Aby se náletové dřeviny na plochách bezlesí nerozrůstaly, jsou od poloviny 90. let 20. století potlačovány regulačním managementem. Stromové patro je zde proto tvořeno pouze solitérními jedinci obou druhů. V rašelinných tůňkách dále roste například rdest vzplývavý (Potamogeton natans), sítina cibulkatá (Juncus bulbosus), bublinatka jižní (Utricularia australis, C4), lokálně i bublinatka menší (Utricularia minor, C2). Vlivem intenzivního rašelinotvorného procesu se plochy tůní s volnou vodní hladinou postupně zazemňují. Byla zde zjištěna mimo jiné i sítina alpská (Juncus alpinoarticulatus, C2).

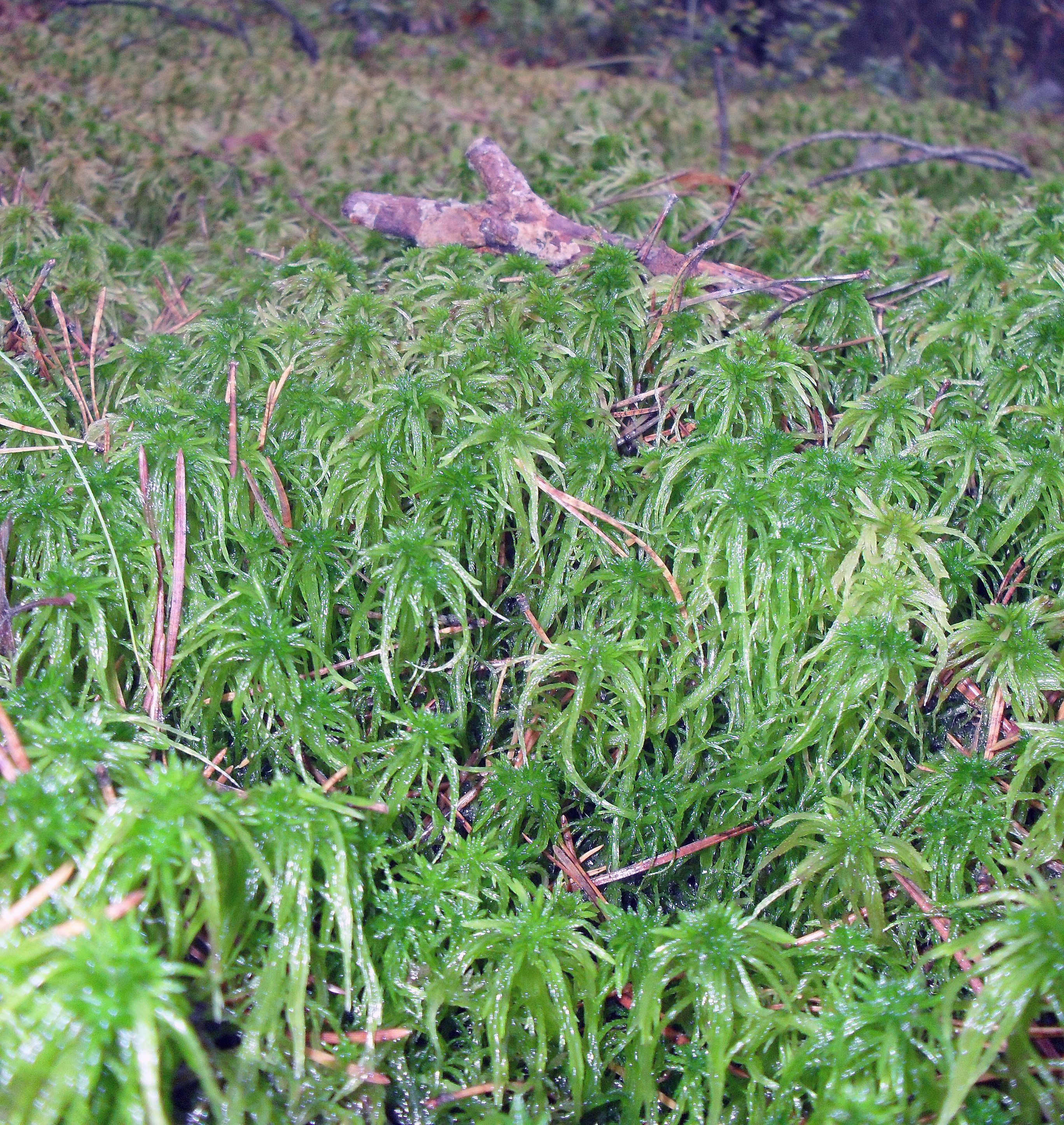
Porost rašeliníku

### Mykoflóra
Borkovická blata patří díky dr. Františku Kotlabovi mezi mykologicky nejlépe probádané lokality v oblasti Táborska. Ve zdejší lokalitě bylo objeveno na 400 druhů hub a to včetně i několika vzácných druhů. Ze vzácných a ohrožených hub zde můžeme najít především holubinku rašelinnou (Russula helodes), šupinovku Henningsovu (Pholiota henningsii) a na odumřelém dřevě blatek můžeme najít zubateček zavěšený (Irpicodon pendulus) Ze silně ohrožených hub se zde vyskytují klouzek žlutavý (Suillus flavidus), kržatka vrásčitá (Tubaria confragosa), houževnatec vonný (Lentinus suavissimus), pórnatka jemná (Ceriporiopsis balaenae) a outkovka žlutavá (Diplomitoporus flavescens). Dále se v této lokalitě v hojné míře díky březovým náletům vyskytuje březovník obecný (Piptoporus betulinus), troudnatec kopytovitý (Fomes fomentarius) a kozák barvoměnný (Leccinum variicolor). Můžeme zde najít na borce bříz rostoucí vzácnou pukléřku plotní (Cetraria sepincola).

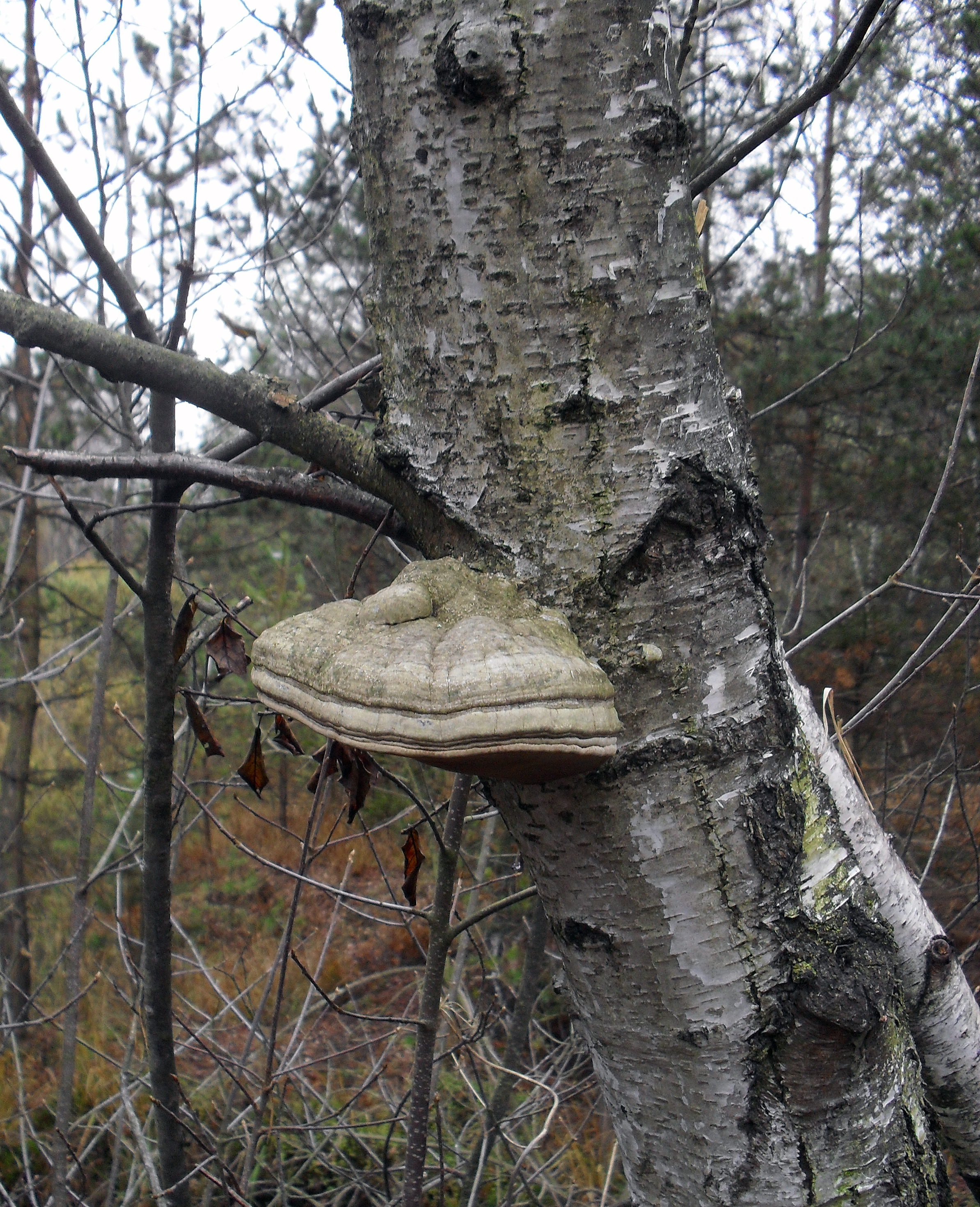
Troudnatec kopytovitý

### Fauna
Borkovická blata jsou zajímavým biotopem, díky výskytu různých skupin bezobratlých, především hmyzu. Z 36 zjištěných druhů vážek, které zde žijí, jsou tři silně ohrožené. Jsou to vážka tmavoskvrnná (Leucorrhinia rubicunda), lesklice skvrnitá (Somatochlora flavomaculata) a šídlo luční (Brachytron pretense). Dalších sedm patří mezi ohrožené druhy. Byl zde zaznamenán i izolovaný výskyt perleťovce severního (Bolaria aquilonaris), dále se zde objevili okáč stříbrooký (Coenonympha tullia), modrásek stříbroskvrnný (Vaccinia optilete) a na okrajích rašeliniště žijící bělopásek tavolníkový (Neptis rivularis). Mezi brouky, kteří se zde vyskytují, mají největší zastoupení drabčíci, kterých se zde nalezlo skoro sto druhů včetně některých ohrožených a silně ohrožených druhů. Mimo to se zde vyskytuje Bembidion humerale a ze vzácných tyrfoneutrálních druhu zde můžeme najít Haplotarsius incanus a Abdera triguttata. Z pavouků se zde vyskytuje hlavně lovčík vodní (Dolomedes fimbriatus). Právě z borkovických blat byla v roce 1975 popsána poskočilka Mayridia borkovicensis z řádu blanokřídlých.
Mezi zástupce obojživelníků, kteří zde žijí, patří zástupci skokanů jako jsou skokan krátkonohý (Rana lessonae) a skokan zelený (Pelophylax esculentus). Také zde žije silně ohrožený skokan ostronosý (Rana arvalis). Dále se tu vyskytují i běžné druhy žab jako jsou ropucha obecná (Bufo bufo), blatnice skvrnitá (Pelobates fuscus) a rosnička zelená (Hyla arborea). Z ocasatých obojživelníků se zde vyskytují čolek obecný (Lissotriton vulgaris) a silně ohrožený čolek velký (Triturus cristatus).
Z chráněných plazů tu žijí ohrožená zmije obecná (Vipera berus), ještěrka obecná (Lacerta agilis), ještěrka živorodá (Zootoca vivipara), slepýš křehký (Anguis fragilit) a užovka obojková (Natrix natrix).
Zdejší rozsáhlé porosty borových lesů a náletových dřevin skýtají ideální místo pro život ptactva, kterého je zde na 50 druhů. Ve střední části rezervace dominují druhy ptactva jako je linduška lesní (Anthus trivialis), bramborníček hnědý (Saxicola rubetra) a strnad obecný (Emberiza citrinella). Dříve se zde také vyskytovali moták lužní (Circus pygargus), tetřívek obecný (Tetrao tetrix), ti ale vymizeli v průběhu 70. let 20. století. Na okrajích rezervace jsou náletové porosty s výskytem lesních druhů ptactva včetně krkavce velkého (Corvus corax), žluvy hajní (Oriolus oriolus) a lejska šedého (Muscicapa striata). Na podmáčených otevřených plochách hnízdí bekasina otavní (Gallinago gallinago), u jezírek si nachází místa pro svá hnízda kriticky ohrožená čírka obecná (Anas crecca) a posledních letech se zde objevil i chráněný jeřáb popelavý (Grus grus).
Z drobných savců zde dominují myšice lesní (Apodemus flavicollis), norník rudý (Clethrionomys glareolus) a rejsek malý (Sorex minutus). Z velkých savců se zde objevuje hojně srnec obecný (Capreolus capreolus) a bývá zde pozorován i největší savec obývající ČR chráněný los evropský (Alces alces).

## Hospodaření

### Lesnictví
Zdejší rašelinné a blatkové bory se ponechávají bez lesnických zásahu. Vyklízejí se však vybrané části odumřelých porostů a provádí se výsadba autochtonní odrostlé blatky. Je zde prováděna citlivá obnova clonou sečí za maximálního využití přirozeného zmlazení. Náseky a umělým zalesněním borovice lesní (Pinus sylvestris) se postupně obnovuje malá část borových porostů v severní části přírodní rezervace. Kdysi borkovaná část ve východní části rezervace se ponechává přirozené sukcesi. Výjimkou je však uvolňování vybraných jedinců blatky pomocí vyřezávání okolního náletu.

### Těžba rašeliny a její využití

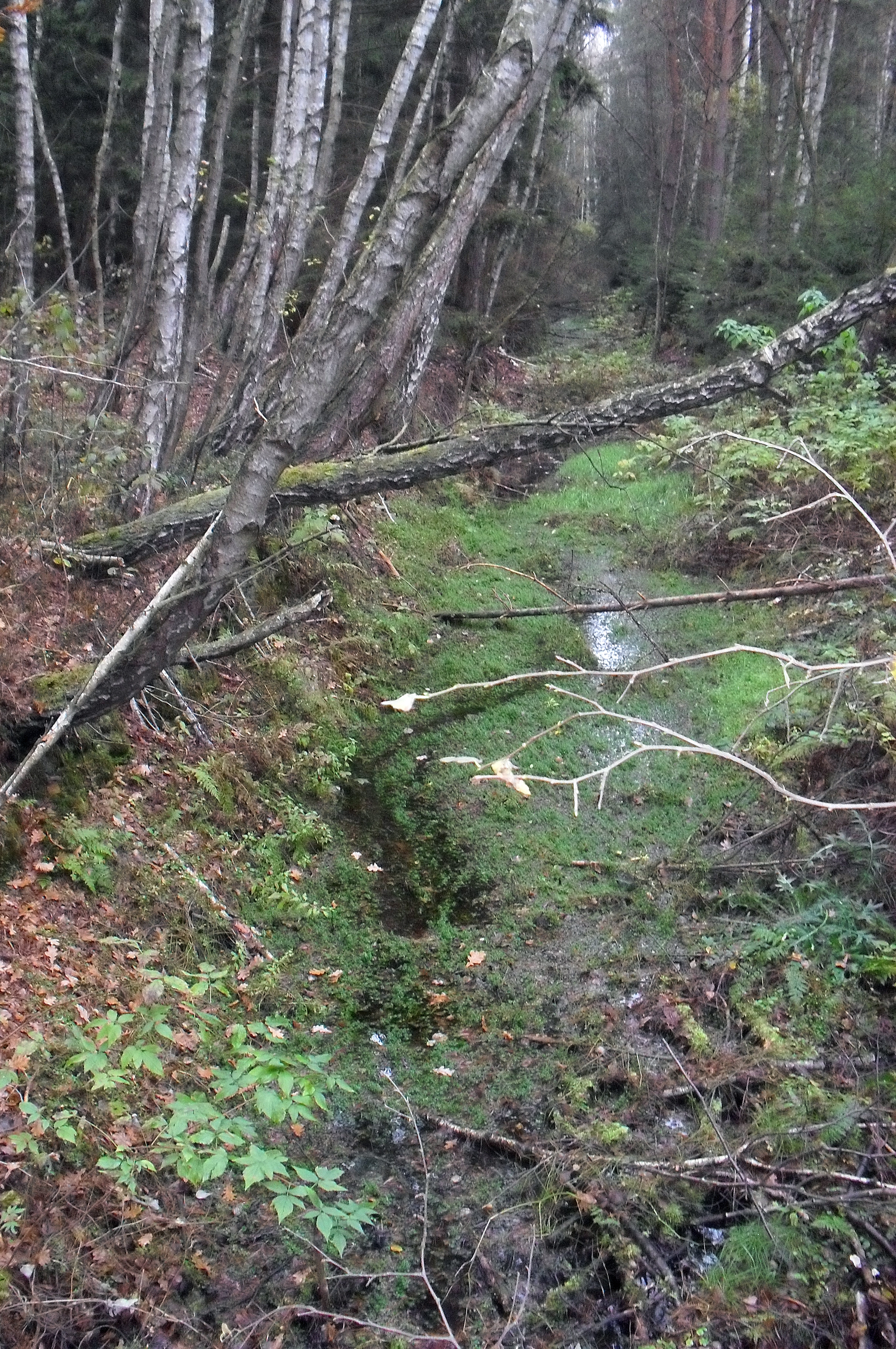
Odvodňovací stoka

Zdejší rašelinu začali lidé ručně těžit v první polovině 19. století. Začala se používat k topení a jako podestýlka do stájí. Vyrýpaným kusům rašeliny, které měly tvar cihel, se říkalo borky. Pokud nedošlo k zaplavení stoky, tak se ruční těžba prováděla do hloubky 2 až 3 m. Vytěžené borky se následně nechaly usušit a následně dopravit domů. Ruční těžba měla na zdejší přírodu zanedbatelný vliv. Po zatopení stok docházelo k jejich opětovnému zarůstání vegetací a rašelinotvorný proces pokračoval dále.
S velkoplošnou těžbou se zde začalo v roce 1953. Plochy vybrané pro těžbu se nejprve odvodnily pomocí kanálů, následně odlesnily a zbavily povrchové vrstvy rašeliny. Těžba probíhala pomocí frézování dokud se ložisko nevytěžilo. Mezi lety 1953 až 1980 se vytěžilo přes 1 700 000 tun rašeliny na ploše větší než 400 ha. Těžba byla zastavena v roce 1980.

## Ochrana přírody

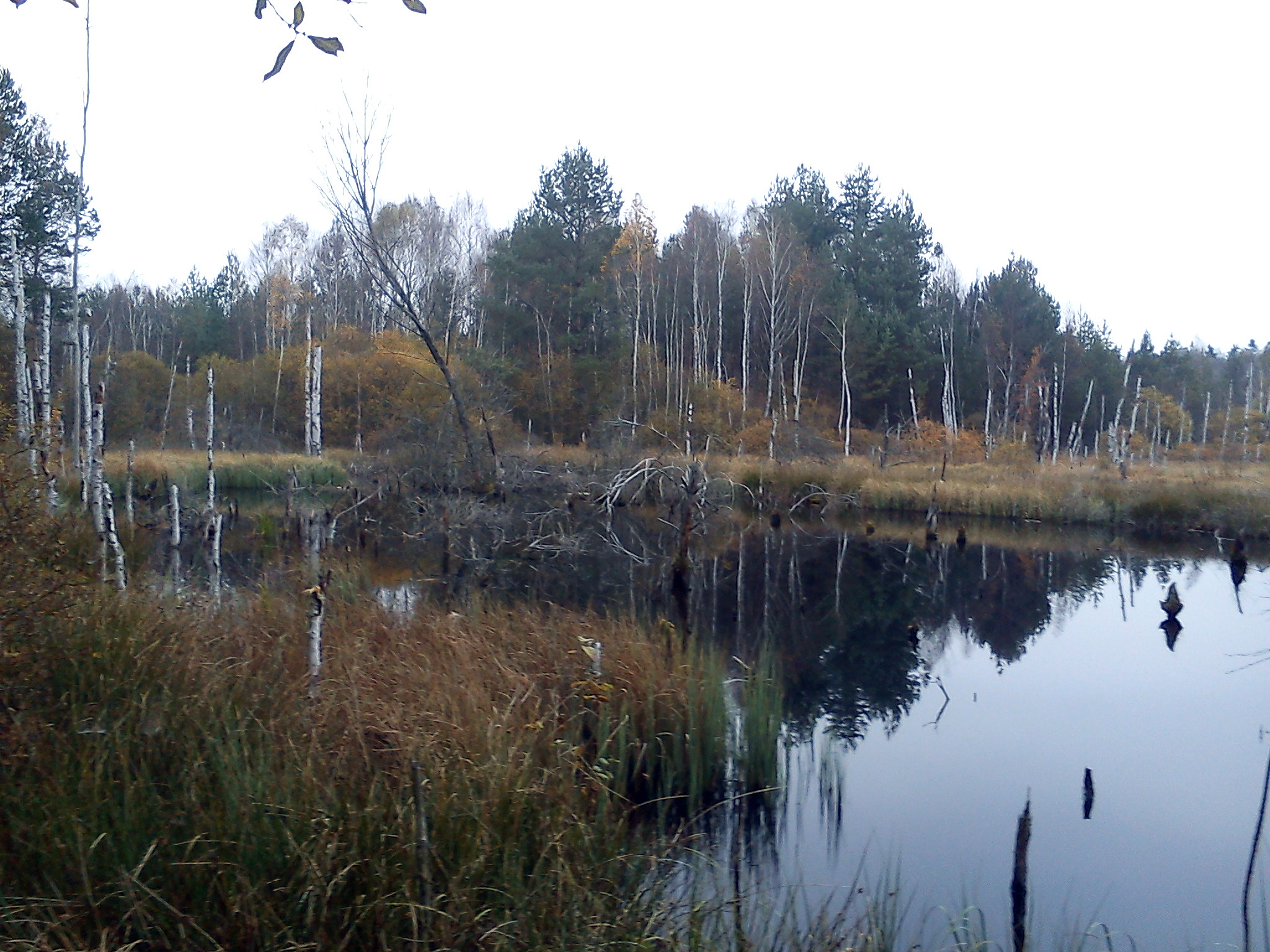
Rašeliniště

### Plán péče
Prioritním cílem v péči o Borkovická blata je stabilizace hydrologického režimu s vyloučením všech činností, jež by mohly mít negativní vliv na vodní bilanci rašeliniště. Svému samovolnému vývoji se ponechají porosty rašelinných březových borů, březin a bažinných olšin a také i v okrajových částech rostoucí mladší sukcesní stádia bažinných křovin. Sukcesní vývoj na plochách rašelinného bezlesí má být usměrňován plánovanými regulačními a asanačními opatřeními.
Účelem takto navrženého managementu je podpora cenných suchopýrových společenstev, společenstev rašelinných tůní a oligotrofních ostřicovorašeliníkových společenstev. Tyto společenstva jsou nezbytnou podmínkou pro zachování celé řady význačných druhů jak rostlinných, tak živočišných.

### Naučná stezka

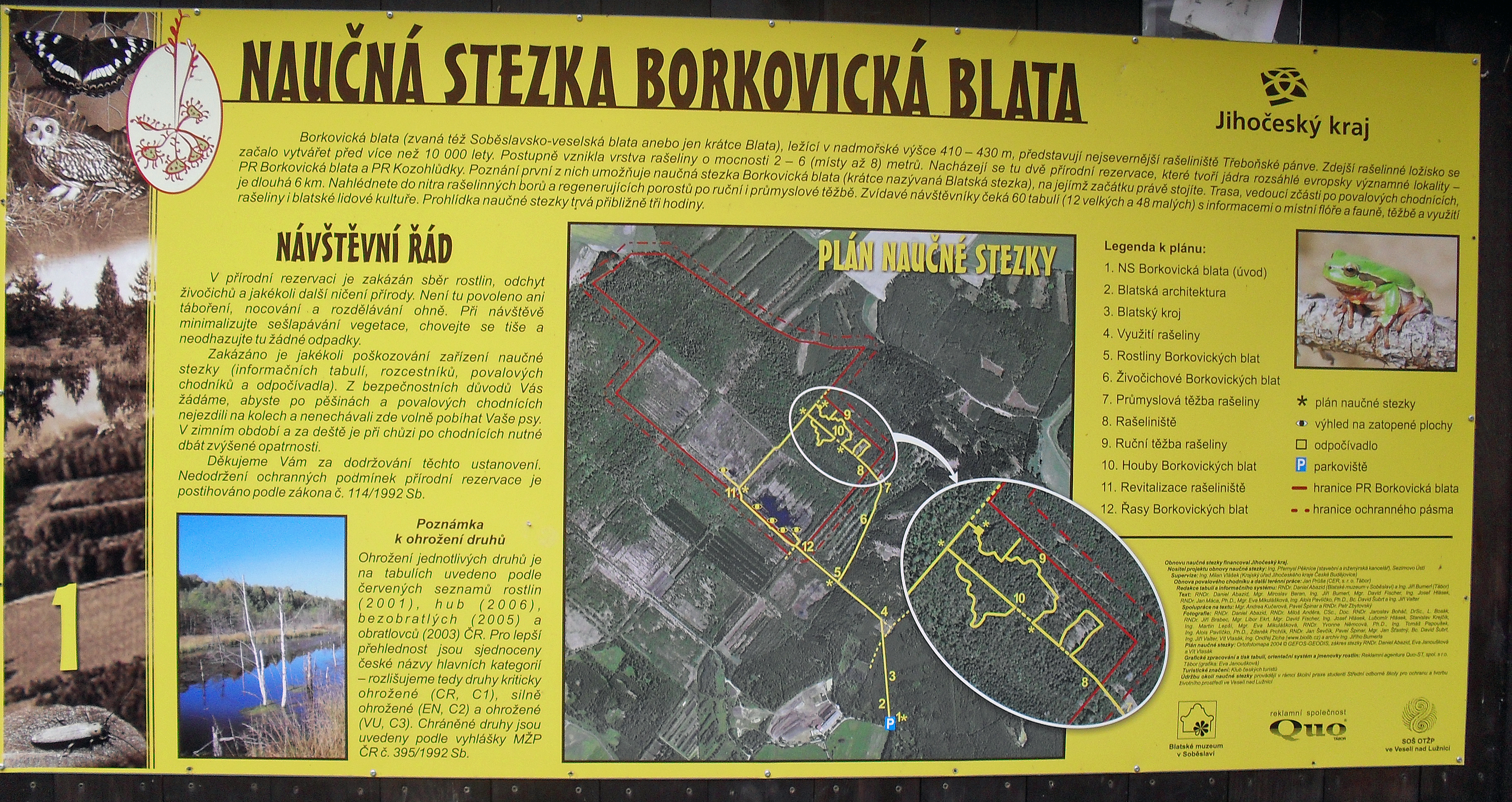
Informační tabule naučné stezky

Na území přírodní rezervace Borkovická blata byla v letech 1978 až 1980 byla zbudována přírodovědná naučná stezka nesoucí název Blatská stezka. Její délka činí necelých 6 km a je vedena částečně na povalových chodnících.
Návštěvníkovi přiblíží pestrost zdejší fauny a flóry, také poskytne informace o těžbě a využití rašeliny a blatské lidové kultuře. Po celé délce trasy se nachází na 60 informačních tabulí (malých i velkých) a mnoho míst pro krásný výhled na rašeliniště.